# Hannoversche Hofkapelle
Die Hannoversche Hofkapelle ist ein deutsches Orchester.

## Geschichte
Das Orchester steht in der Tradition der historischen Hofkapellen und tritt sowohl in kammermusikalischer als auch in sinfonischer Besetzung auf. Seine Mitglieder spielen auch in anderen Formationen der europäischen Barockszene. Das Repertoire der Hannoverschen Hofkapelle umfasst die Barockmusik, Werke der Klassik (insbesondere die Opern Mozarts) und der Romantik.

## Mitglieder
- Konzertmeisterin: Anne Röhrig
- Violinen: Christoph Heidemann, Marlene Goede-Uter, Katharina Huche-Kohn, Eva Politt, Susanne Dietz, Barbara Kralle, Stephanie Bücker, Susanne Busch, Birgit Fischer
- Bratschen: Bettina Ihrig, Klaus Bona, Klaus Bundies
- Violoncelli: Dorothee Palm, Daniela Wartenberg, Christoph Harer
- Violone: Cordula Cordes
- Kontrabass: Ulla Hoffmann
- Continuo: Bernward Lohr
- Oboen: Annette Berryman, Kristin Linde
- Flöten: Brian Berryman, Matthias Kiesling
- Fagott: Jennifer Harris
- Trompeten: Friedemann Immer, Christoph Draeger
- Pauken: Frithjof Koch

## Auszeichnung
- 2014 ECHO Klassik in der Kategorie Sinfonische Einspielung des Jahres für Georg Friedrich Händels Wassermusik[1]